# Гуаданьино, Лука
Лу́ка Гуаданьи́но (итал. Luca Guadagnino; род. 10 августа 1971, Палермо, Италия) — итальянский кинорежиссёр, продюсер и сценарист. Его фильмы характеризуются эмоциональной сложностью, чувственностью и роскошными визуальными эффектами. Он также известен своим частым сотрудничеством с актёрами Тильдой Суинтон, Дакотой Джонсон, Тимоти Шаламе и Майклом Стулбаргом, редактором Уолтером Фазано и сценаристом Дэвидом Кайганичем.
Родившийся в Палермо, Гуаданьино провел часть своего детства в Эфиопии, но вместе со своей семьей эмигрировал обратно в Италию, спасаясь от гражданской войны в Эфиопии. Он начал свою карьеру режиссёром короткометражных и документальных фильмов. Он дебютировал в полнометражном фильме «Протагонисты» (1999), первом из его многочисленных совместных работ со Суинтон. Его продолжение «Мелисса: интимный дневник» (2005), основанное на книге Мелиссы Панарелло, имело коммерческий успех в Италии, но было встречено неоднозначно критиками.
Гуаданьино получил дальнейшее признание благодаря своей трилогии «Желание», состоящей из фильмов «Я — это любовь» (2009), «Большой всплеск» (2015) и «Назови меня свои именем» (2017). Последнее принесло ему международное признание и положило начало его творческому партнёрству с Шаламе. «Суспирия» (2018) ознаменовала его первый набег на жанр ужасов; ремейк фильма 1977 года вызвал поляризацию критиков и был признан кассовым провалом. За фильмом последовал мини-сериал «Мы те, кто мы есть» (2020), посвящённый совершеннолетию на канале HBO, и романтический фильм ужасов «Целиком и полностью» (2022). За свою карьеру он получил множество наград, в том числе «Серебряного льва», а также номинации на премию «Оскар» и три премии BAFTA.
Гуаданьино снял несколько документальных фильмов, в том числе «Бертолуччи о Бертолуччи» (2013) и «Сальваторе: сапожник снов» (2020). Помимо кинопроизводства, он также был вовлечен в мир моды, снимая рекламу для таких брендов, как Fendi и Salvatore Ferragamo.

## Биография

### Ранние годы
Гуаданьино родился 10 августа 1971 года в Палермо в семье отца-итальянца из Каникатти, Сицилия, и матери-алжирки, выросшей в Касабланке. Свое раннее детство он провел в Эфиопии, где его отец преподавал историю и итальянскую литературу в технической школе в Аддис-Абебе. Семья уехала из Эфиопии в Италию в 1977 году, спасаясь от гражданской войны в Эфиопии, и поселилась в Палермо.
Гуаданьино заинтересовался кинопроизводством примерно с девяти лет и начал снимать любительские фильмы после того, как получил от своей матери камеру Super 8. В подростковом возрасте он всерьез увлекся кинематографом и запрограммировал видеозаписи фильмов, показываемых по телевидению. Некоторые из фильмов, оказавших на него раннее влияние, включают «Психо» (1960), «Суспирию» (1977) и «Человек со звезды» (1984). Кроме того, у него появилась особая привязанность к фильмам Ингмара Бергмана. Будучи подростком, Гуаданьино был зарегистрированным членом Итальянской коммунистической партии и писал для газеты молодёжного крыла Палермо. Он вышел из состава клуба после спора с редактором газеты по поводу содержания одного из своих интервью.
Гуаданьино изучал литературу в Университете Палермо. Затем он перевелся в Римский университет Сапиенца и получил степень по истории литературы и кино, защитив диссертацию об американском режиссёре Джонатане Демми. В Сапиенце он познакомился с актрисой Лаурой Бетти и часто посещал её вечеринки и готовил для гостей, таких как Бернардо Бертолуччи и Валерио Адами. Позже Гуаданьино назовет этот опыт своей «киношколой».

### Начало карьеры
Гуаданьино дебютировал в качестве режиссёра художественным фильмом «Протагонисты» (1999), который был представлен на Венецианском кинофестивале. Фильм также знаменует собой его первое сотрудничество с актрисами Тильдой Суинтон, Фабрицией Сакки и монтажером Уолтером Фазано. В 2002 году он снял музыкальный документальный фильм «Mundo Civilizado», представленный на кинофестивале в Локарно в 2003 году. Его документальный фильм 2004 года «Cuoco contadino», рассказывающий об итальянском шеф-поваре Паоло Мазьери, был представлен на Венецианском кинофестивале. Его второй полнометражный фильм, эротическая драма «Мелисса: интимный дневник» с испанской актрисой Марией Вальверде в главной роли, успешно дебютировал в следующем году.
В 2009 году он стал режиссёром, сценаристом и спродюсировал культовый хит «Я — это любовь». Первая часть трилогии Гуаданьино «Желание», которую он сам описал, была совместно спродюсирована и разработана Тильдой Суинтон, которая также играет главную роль в фильме, в течение 7 лет. Представленный на ряде международных фестивалей, фильм сразу же имел успех как у критиков, так и у зрителей. В 2010 году фильм был номинирован на премию «Оскар» за лучший дизайн костюмов, «Золотой глобус» за лучший иностранный фильм и премию BAFTA за лучший фильм не на английском языке.
В 2011 году Гуаданьино снял полнометражный документальный фильм «Бессознательный итальянский», представленный на кинофестивале в Локарно. Его работа в документальном кино продолжилась с фильмом «Бертолуччи о Бертолуччи» (2013), который был показан на Венецианском кинофестивале, Лондонском кинофестивале и Парижской синематеке, а также на 50 других фестивалях в 2013 и 2014 годах. Документальный фильм, снятый совместно с Уолтером Фазано, был полностью создан на основе архивных материалов и получил высшие международные оценки.
В качестве продюсера он реализовал хорошо принятый короткометражный фильм «Двоевластие» (2010) режиссёра Фердинандо Чито Филомарино с Альбой Рорвахер, сотрудницей Гуаданьино, в главной роли. Короткометражка получила приз «Пианифика» на кинофестивале в Локарно, получила специальное упоминание на кинофестивале «Сандэнс» в 2011 году, была номинирована на лучший короткометражный фильм на Европейском кинофестивале и получил приз за лучшую режиссуру короткометражного фильма на Nastri d’Argento. Два года спустя он продюсировал художественный фильм Эдоардо Габбриеллини «Хозяева дома», представленный на кинофестивале в Локарно. В 2015 году Гуаданьино продюсировал дебютный художественный фильм Филомарино «Антония», биографический фильм об итальянской поэтессе Антонии Поцци. На создание фильма Филомарино вдохновила любовь Гуаданьино к поэзии Поцци.
В 2015 году Гуаданьино снял вторую часть трилогии «Желание», эротический триллер «Большой всплеск», с Тильдой Суинтон, Маттиасом Шонартсом, Ральфом Файнсом и Дакотой Джонсон. Фильм снят по мотивам фильма Жака Дере «Бассейн» 1969 года. Премьера фильма состоялась на 72-м Венецианском кинофестивале, где он боролся за «Золотого льва».
Следующим фильмом Гуаданьино стал «Назови меня своим именем», экранизация одноимённого романа Андре Асимана, с Тимоти Шаламе, Арми Хаммером и Майклом Стулбаргом в главных ролях. Съёмки проходили в Креме, Италия, в мае и июне 2016 года, а фильм дебютировал на кинофестивале «Сандэнс» в 2017 году. Он был театрально выпущен в Соединённом Королевстве 27 октября 2017 года, а в Соединённых Штатах — 24 ноября.

### Международное признание
В сентябре 2015 года Гуаданьино объявил на 72-м Венецианском кинофестивале о своих планах снять ремейк фильма Дарио Ардженто «Суспирия». Гуаданьино поставил свою версию в Берлине примерно в 1977 году — в год выхода оригинального фильма — и стремился сосредоточиться на «концепции [и…] бескомпромиссной силе материнства». В фильме снялись Тильда Суинтон и Дакота Джонсон, воссоединившиеся из фильма Гуаданьино «Большой всплеск». Съёмки начались в Италии в октябре 2016 года и завершились 10 марта 2017 года в Берлине. Премьера «Суспирии» состоялась на 75-м Венецианском кинофестивале и вызвала неоднозначную реакцию критиков.
В мае 2017 года было объявлено, что Гуаданьино назначен режиссёром фильма «Рио» по сценарию Стивена Найта с Бенедиктом Камбербэтчем и Джейком Джилленхолом в главных ролях. В ноябре 2017 года к проекту присоединилась Мишель Уильямс. Однако, как было показано в профиле для The New Yorker, сроки не совпали, и впоследствии Гуаданьино покинул проект.
В январе 2019 года было объявлено, что Гуаданьино снял короткометражный фильм «Невероятная» с Джулианной Мур, Кайлом Маклахланом, Мартой Келлер, Кики Лэйн, Мией Гот и Альбой Рорвахер в главных ролях. Премьера 35-минутного короткометражного фильма состоялась в рамках двухнедельника режиссёров в Каннах в 2019 году. В следующем году Гуаданьино выступил исполнительным продюсером документального фильма «Охотники за трюфелями» режиссёров Майкла Двека и Грегори Киршоу, мировая премьера которого состоялась на кинофестивале «Сандэнс» и снял «Сальваторе: Сапожник снов» — документальный фильм, посвящённый Сальваторе Феррагамо. Мировая премьера фильма состоялась на Венецианском кинофестивале 5 сентября 2020 года.
Он также написал сценарий и поставил мини-сериал «Мы те, кто мы есть» для HBO, в главных ролях Хлоя Севиньи, Кид Кади, Алиси Брага, Джек Дилан Грейзер, Спенс Мур, Джордан Кристин Саймон, Фэйт Алаби, Кори Найт, Том Мерсье, Франческа Скорсезе, Бен Тейлор и Себастьяно Пигацци. Премьера сериала состоялась 14 сентября 2020 года. В 2021 году Гуаданьино выступил продюсером фильма «Беккет» режиссёра Фердинандо Чито Филомарино с Алисией Викандер и Джоном Дэвидом Вашингтоном в главных ролях.
28 января 2021 года сообщалось, что Гуаданьино собирается стать режиссёром экранизации романа Камиллы Деанджелис 2015 года о подростках-каннибалах «Целиком и полностью», с Тимоти Шаламе и Тейлор Расселл в главных ролях. Мировая премьера фильма «Целиком и полностью» состоялась на 79-м Венецианском международном кинофестивале 2 сентября 2022 года, где он получил «Серебряного льва» за лучшую режиссуру.

### Предстоящие проекты
14 мая 2020 года Variety объявила о том, что Антуан Фукуа больше не является режиссёром ремейка «Лица со шрамом» и что Гуаданьино подписал контракт на режиссуру фильма, сценарий по-прежнему пишут братья Коэн, как было подтверждено ранее.
Гуаданьино является режиссёром нескольких проектов, включая «Погребальные обряды», основанный на одноименном романе 2013 года, с Дженнифер Лоуренс в качестве продюсера и исполнительницы главной роли Агнес Магнусдоттир, последней женщины, казненной в Исландии, для TriStar Pictures, и биографический фильм о голливудском мошеннике Скотти Бауэрсе. Гуаданьино также выразил заинтересованность и планирует продолжение «Назови меня своим именем». Он также назначен режиссёром экранизации «Повелитель мух», а Патрик Несс адаптирует книгу для Warner Bros. Гуаданьино также ведёт переговоры о возможной постановке нереализованного проекта Стэнли Кубрика «Арийские документы» о Холокосте.
6 января 2022 года было объявлено, что Гуаданьино будет режиссёром биографического фильма об Одри Хепберн для Apple TV+ с Руни Марой в главной роли. 11 февраля 2022 года он был назначен режиссёром спортивной драмы «Претенденты» с Зендайей, Джошем О’Коннором и Майком Файстом в главных ролях. Он собирается спродюсировать итальянский фильм под названием «Diciannove». Он собирается стать режиссёром экранизации романа Уильяма С. Берроуза «Квир» с Дэниелом Крейгом в главной роли. В 2024 году Гуаданьино начал работу над картиной «После охоты».

### Другие виды деятельности
Гуаданьино дважды входил в состав жюри Torino Film Festival: в 2003 году в секции короткометражных фильмов и в 2006 году в составе официального жюри. В 2010 году он был участником Венецианского кинофестиваля. В 2011 году он был президентом Бейрутского кинофестиваля и членом жюри кинофестиваля в Локарно.
Помимо кино, он начал работать с итальянским домом моды Fendi в 2005 году, а в 2012 году создал Frenesy, креативное агентство и продюсерскую компанию, которая разрабатывает и внедряет коммуникации для люксовых брендов и производит модные фильмы, видео и печатную рекламу, а также громкие творческие мероприятия.
Гуаданьино возглавлял жюри премии Louis Vuitton Journey Awards в 2012 году, международного конкурса, посвящённого молодым кинематографистам. Он также участвовал в качестве члена жюри первого Fashion Film Festival Milano в 2014 году под председательством Франки Соццани, главного редактора Vogue Italia. В декабре 2011 года он дебютировал в качестве оперного режиссёра с «Фальстафом» Джузеппе Верди в Филармоническом театре Вероны, Италия.

## Влияния и стиль
Гуаданьино сослался на то, что увидел пустыню в фильме «Лоуренс Аравийский» в возрасте пяти лет, как на свое «первое впечатление от экрана, которое не имело ничего общего с самим фильмом». Несмотря на то, что Гуаданьино находился под влиянием итальянских кинематографистов, таких как Бернардо Бертолуччи, Роберто Росселлини, Пьер Паоло Пазолини и Федерико Феллини, он не считает себя итальянским режиссёром и предпочел бы, чтобы его считали алжирцем, говоря:
"[...] Я вырос в Эфиопии. Я приехал в Италию, когда мне было семь. На мой взгляд, глубокие эмоции и визуальные пейзажи родом из Эфиопии, а не из Палермо или какого-либо другого места в Италии. Я прибыл в Италию как посторонний."
 Он также сказал, что в юности был «изолированным» человеком, который «исцелял» себя с помощью кино и «находил много утешения» в фильмах ужасов. Среди других режиссёров, на которых Гуаданьино ссылается как на оказавших влияние, Альфред Хичкок, Жан-Люк Годар, Нагиса Осима, Райнер Вернер Фассбиндер и Дуглас Сирк. В опросе режиссёров Sight & Sound 2012 года Гуаданьино назвал своими любимыми фильмами «Синюю гардению», «Приходи и уходи», «Фанни и Александр», «Ярость», «Прощай, Юг, Прощай», «Историю кино», «Империя чувств», «Путешествие в Италию», «Психо» и «Тоска Вероники Фосс».

## Фильмография

### Полнометражные фильмы
- 1999 — «Протагонисты»
- 2005 — «Мелисса: интимный дневник»
- 2009 — «Я — это любовь»
- 2012 — «Хозяева дома»
- 2015 — «Антония»
- 2015 — «Большой всплеск»
- 2017 — «Назови меня своим именем»
- 2018 — «Суспирия»
- 2022 — «Целиком и полностью»
- 2024 — «Претенденты»
- 2024 — «Квир»
- 2025 — «После охоты»
- 2026 — «Искусственный»
- TBA — «Американский психопат»

### Документальные фильмы
- 2003 — Цивилизованный мир
- 2003 — Лотус
- 2004 — Крестьянская еда
- 2008 — Пиппо Дельбоно — Мы должны умереть: Фабрика любви
- 2011 — Бессознательный итальянский
- 2013 — Бертолуччи о Бертолуччи
- 2014 — Беллусконе: сицилийская история
- 2016 — Тени снизу
- 2020 — Охотник за трюфелями
- 2020 — Сальваторе: сапожник мечтаний

### Короткометражные фильмы
- 1997 — Здесь
- 2000 — Сёрфер
- 2001 — До свидания
- 2002 — Россо
- 2002 — Тильда Суинтон: Фабрика любви
- 2004 — Арто Линдси Пердоа в Белезе: Фабрика любви
- 2007 — Часть вторая
- 2007 — Дельфиназия
- 2010 — Диархия
- 2010 — Хронология
- 2019 — Потрясающая девушка
- 2020 — Фиори, Фиори, Фиори

### Телевизионные проекты
- 2020 — Мы те, кто мы есть